# 青銅ランプの呪
『青銅ランプの呪』（せいどうランプののろい The Curse of the Bronze Lamp   ）は、1945年に発表されたカーター・ディクスン（ディクスン・カー）名義の長編推理小説。ヘンリー・メリヴェール卿もの第16長編である。

## あらすじ
エジプトの遺跡発掘をしていたジルレー教授が蠍に刺され死亡し、墓を暴いた呪によって殺されたと噂される。教授の共同発掘者セヴァーン伯爵の娘ヘレンは、発掘された青銅ランプをエジプト政府からの贈呈され、英国に帰国する。
彼女はロンドンに数日滞在した後、友人キット・ファレルとオードリー・ヴェーンとともにセヴァーン邸に戻る。ところが、邸宅の玄関ホールに入ったヘレンがいなくなり、ホールには彼女が着ていたレインコートのほか、青銅ランプがあるだけだった。

## 主な登場人物
- ジルレー教授 - エジプトの遺跡発掘をしていた考古学者。
- セヴァーン伯爵 - エジプト遺跡の共同発掘者。
- ヘレン・ローディング - 若き考古学者の女性。セヴァーン伯爵の娘。
- キット（クリストファー）・ファレル - ヘレンの友人の青年。
- オードリー・ヴェーン -  ヘレンの友人の女性。
- アリム・ベイ - 預言者。
- ベンソン - セヴァーン邸の執事。
- ポンフレット夫人 - セヴァーン邸の家政婦。
- ヘンリー・メリヴェール卿 - 名探偵だがドタバタ騒ぎを演じることの多い三枚目。通称H・M卿。

## 特記事項
- 本作は、エラリー・クイーンに捧げられている[1]。
- キット・ファレルという名前の人物はカーの最後の長編『血に飢えた悪鬼』にも登場する。